# Edgewater (condado de Volusia)
Edgewater é uma cidade localizada no estado americano da Flórida, no condado de Volusia. Foi incorporada em 1924.

## Geografia
De acordo com o United States Census Bureau, a cidade tem uma área de 58,5 km², onde 57,5 km² estão cobertos por terra e 1 km² por água.

## Demografia
Segundo o censo nacional de 2010, a sua população é de 20 750 habitantes e sua densidade populacional é de 360,56 hab/km². Possui 9 929 residências, que resulta em uma densidade de 172,53 residências/km².